# 4 semaines spéciales en continu Super Sentai Saikyo Battle !!
Lupinrangers VS Patrangers Ryusoulger
 4 semaines spéciales en continu Super Sentai Saikyo Battle !!  (4週連続スペシャル スーパー戦隊最強バトル!!, Yon-shū Renzoku Supesharu Sūpā Sentai Saikyō Batoru!!, littéralement 4 semaines spéciales en continu La plus forte bataille des Super Sentai !! ) est une mini-série télévisée japonaise du genre sentai créée en 2019 servant de transition entre deux séries principales :  Kaitou Sentai Lupinranger VS Keisatsu Sentai Patranger (diffusée après son épisode final)  et Kishiryu Sentai Ryusoulger (diffusée avant son premier épisode),,.
Ce sera la dernière série diffusée lors de l'ère Heisei.

## Synopsis
L'histoire commence quand une mystérieuse fille nommée Rita rassemble les héros des équipes de Super Sentai sur la planète Nemesis (惑星ネメシス Wakusei Nemeshisu) . Elle dit aux héros que leurs désirs se réaliseront s'ils peuvent gagner le tournoi «Super Sentai Saikyo Battle». Une fois tous les 500 ans, il est dit qu'un univers englobant le phénomène paranormal appelé "Moebius Connect" se produira au tournant d'une époque. En effet, l'ère Heisei se termine apparemment en 2019. Les Super Sentai se sont rassemblés et le " Super Sentai Saikyo Battle " aura lieu. Le vainqueur de cette bataille, dit-on, peut voir son "souhait" exaucé. Des guerriers, convoqués les uns après les autres, apparaissent sur les champs de bataille. 160 guerriers des 42 Sentai convoqués ont été mélangés et répartis en cinq équipes, telles que l'équipe véhicule et l'équipe animale, et la bataille de chaque équipe s'est opposée lors de la bataille décisive la plus forte et la plus forte pour le Sentai. Afin de réaliser leur souhait, afin de prendre le titre de "plus fort", une bataille intense se déroulera.
Nous suivrons l'histoire du point de vue d'une équipe composée de Yamato Kazakiri des Zyuohgers, du capitaine des Gokaigers Marvelous, du Stinger des Kyurangers, de Takaharu Igasaki des Ninningers et de Kagura des ToQgers qui combattent d'autres héros pour le prix tout en apprenant les secrets du tournoi,,,

## Distribution
- Yamato Kazakiri (風切 大和, Kazakiri Yamato?): Masaki Nakao (中尾 暢樹, Nakao Masaki?)[4]
- Captain Marvelous (キャプテン・マーベラス, Kyaputen Māberasu?): Ryota Ozawa (小澤 亮太, Ozawa Ryōta?)[4]
- Stinger (スティンガー, Sutingā?): Yosuke Kishi (岸 洋佑, Kishi Yōsuke?)[4]
- Takaharu Igasaki (伊賀崎 天晴, Igasaki Takaharu?): Shunsuke Nishikawa (西川 俊介, Nishikawa Shunsuke?)[4]
- Kagura (カグラ?): Ai Moritaka (森高 愛, Moritaka Ai?)[4]
- Rita (リタ?): Nana Asakawa (浅川 梨奈, Asakawa Nana?)[5]
- Ryusoul Green (リュウソウグリーン, Ryūsō Gurīn?, Voix): Yuito Obara (小原 唯和, Obara Yuito?)
- Ryusoul Black (リュウソウブラック, Ryūsō Burakku?, Voix): Tatsuya Kishida (岸田 タツヤ, Kishida Tatsuya?)
- Gaisorg (ガイソーグ, Gaisōgu?, Voix), Narration: Tomokazu Seki (関 智一, Seki Tomokazu?)[6]
- Voix pour l'introduction: Shinichirō Ōta (太田 真一郎, Ōta Shin'ichirō?)

### Invités
- Keiichiro Asaka (朝加 圭一郎, Asaka Keiichirō?): Kousei Yuki (結木 滉星, Yūki Kōsei?)[6]
- Eiji Takaoka (高丘 映士, Takaoka Eiji?): Masayuki Deai (出合 正幸, Deai Masayuki?)[6]
- Sōsuke Esumi (江角 走輔, Esumi Sōsuke?): Yasuhisa Furuhara (古原 靖久, Furuhara Yasuhisa?)[6]
- Doggie Kruger (ドギー・クルーガー, Dogī Kurūgā?, Voix): Tetsu Inada (稲田 徹, Inada Tetsu?)[6]
- Luka Millfy (ルカ・ミルフィ, Ruka Mirufi?): Mao Ichimichi (市道 真央, Ichimichi Mao?)[6]
- Kakeru Shishi (獅子 走, Shishi Kakeru?): Noboru Kaneko (金子 昇, Kaneko Noboru?)[6]
- Ryu Ranger (リュウレンジャー, Ryū Renjā?, Voix): Keiichi Wada (和田 圭市, Wada Keiichi?)[6]
- Ninja White (ニンジャホワイト, Ninja Howaito?, Voix): Satomi Hirose (広瀬 仁美, Hirose Satomi?)[6]

## Personnages

### L'équipe excentrique
- Captain Marvelous/ Gokai Red [4]: Voir Gokaiger
- Yamato/ Zyuoh Eagle[4] : Voir Zyuohger
- Takaharu/ Aka Ninger [4]: Voir Ninninger
- Stinger/ Sasori Orange[4] : Voir Kyuranger
- Kagura/ Toq5gou [4]: Voir Toqger

### L'équipe Arts martiaux
- Ryô de l'Étoile céleste du feu / Ryû Ranger

### L'équipe Air-Terre et Mer
- GaoRed
- VulShark
- GingaGreen

### L'équipe leader
- NinjaWhite
- OhRed

### L'équipe épéiste
- Takeru Shiba / Shinken Red
- Doggie Kruger/ Deka Master

### Autres
- Rita : C'est l’organisatrice du tournoi entre Super Sentai. Elle téléporte 160 guerriers (divisés en 32 équipes de 5) sur la planète Nemesis en leur faisant miroiter que l'équipe gagnante aura le droit de faire un vœu[5].
- Gaisorg : C'est un guerrier en armure argentée et violette qui se bat avec une RyusoulKen violette[6]. Gaisorg est en réalité une armure vivante qui a pour but de posséder le plus puissant des guerriers.

## Autour de la série
- Le personnage de Rita fait référence à Rita Repulsa de Power Rangers et la planète Nemesis où se déroule le tournoi il s'agit de la planète où la sorcière Bandora, le personnage qui a inspiré Rita Repulsa est basée dans Kyoryu Sentai Zyuranger avait été scellé. De plus, la série est réalisée par Koichi Sakamoto qui a déjà travaillé sur Power Rangers.
- C'est la deuxième fois qu'un Zyuohger rencontre et interagit directement avec un Kyuranger. La première fois était dans Kamen Rider × Super Sentai: Chou Super Hero Taisen avec Amu/Zyuoh Tiger qui collaborait avec Balance et Naga Ray.
- La série marque la première apparition télévisée de Gokai Red en GoldMode, une forme généralement associée à Gokai Silver, qui était uniquement apparue dans l'épisode spécial sur DVD intitulé Kaizoku Sentai Gokaiger: Faisons cela en or! Grossièrement!!  En marche vers les 36 Gokai Change!! (海賊戦隊ゴーカイジャー キンキンに！ド派手に行くぜ！36段ゴーカイチェンジ!! Kaizoku Sentai Gōkaijā Kin Kin ni! Dohade ni Ikuze! Sanjūroku Dan Gōkai Chenji) et d'Hyper Toq5gou (de manière indépendante de Toq3gou).
- L'histoire de Super Sentai Saikyo Battle ressemble à une série tokusatsu de la Toei, Kamen Rider Ryuki car il y a des super-héros se battant entre eux pour pouvoir exaucer un vœu avec pour principales différences que Super Sentai Saikyo Battle est moins sombre que Ryuki, qu'elle met en avant des équipes de 5 au lieu de l'individualisme (si on ne compte pas les rares alliances qui se soldaient souvent par des trahisons) des Riders de la série de 2002 et qu'il y a largement plus de participants notamment.